# Melanotis caerulescens
El mulato común o mulato azul (Melanotis caerulescens) es una especie de ave paseriforme de la familia Mimidae endémica de México.
Es un ave canora de unos 25 cm de longitud. Los sexos son parecidos, con el plumaje gris azuloso oscuro y opaco; las partes ventrales más oscuras. Alrededor del ojo rojo, hay una máscara de plumas negras que se extiende desde la base del pico hasta las mejillas. El pico y las patas también son negros. Se distingue de su pariente cercano sureño, el mulato pechiblanco (Melanotis hypoleucus) por la ausencia de plumas blancas y la presencia de plumas erizadas en la garganta. El canto es similar al del cenzontle aliblanco (Mimus polyglottos), por lo que estas aves llegan a ser capturadas y domesticadas. 
Su área de distribución incluye diversos hábitats, que van desde el nivel del mar en tierras calientes hasta altitudes superiores a los 2000 m snm, en tierras frías. Habita en bosques, zonas de vegetación secundaria, matorrales, arbustos, vegetación xerófila, etc. Se distribuye tanto en la vertiente del Océano Pacífico (desde el sur de Sonora) como en la vertiente del Atlántico (desde el sur de Tamaulipas) hasta las dos costas del Istmo de Tehuantepec; también en las zonas altas del centro-sur del país (Eje Neovolcánico, Sierra Madre del Sur, Escudo Mixteco).
Hay algunos registros marginales en Arizona, Estados Unidos.